# Valludden
Valludden este o arie protejată (arie specială de conservare — SAC, sit de importanță comunitară — SCI) din Suedia întinsă pe o suprafață de 5,6 ha, integral pe uscat.

## Localizare
Centrul sitului Valludden este situat la coordonatele 56°15′04″N 16°02′43″E / 56.2512°N 16.0454°E.

## Înființare
Situl Valludden a fost declarat sit de importanță comunitară în ianuarie 2002 pentru a proteja un număr necunoscut de specii din flora spontană și fauna sălbatică aflate în arealul zonei. Situl a fost protejat și ca arie specială de conservare în martie 2011.

## Biodiversitate
Situată în ecoregiunile boreală și marină baltică, aria protejată conține 1 habitat natural: Pășuni de coastă din Baltica boreală.
La baza desemnării sitului se află un număr nedeclarat de specii protejate.